# Pollegó Inferior
Le Pollegó Inferior est un sommet du massif du Pedraforca, dans la chaîne des Pyrénées, situé dans la province de Barcelone en Catalogne, en Espagne. Il culmine à 2 445 m d'altitude.
Les roches du sommet sont sédimentaires, déposées pendant le Crétacé inférieur, puis plissées et remontées au cours de la formation des Pyrénées durant le Paléogène de −66 à −23 Ma, avec un maximum à l'Éocène vers environ −40 Ma. Sa position avancée par rapport à la zone centrale des Pyrénées et sa nature sédimentaire font que le Pollegó Inferior fait partie du contrefort pré-pyrénéen sud. Géologiquement parlant, il se situe dans la zone sud-pyrénéenne.

## Géographie

### Situation, topographie
Le sommet fait partie du massif de montagnes de Pedraforca dans la province de Barcelone en Catalogne, en Espagne.

### Géologie
Les roches actuelles sont composées de strates géologiques issues de dépôts sédimentaires au cours du Crétacé inférieur.
Au Paléogène, entre 66,0 à 23,03 Ma, la remontée vers le nord de la plaque africaine entraîne avec elle la plaque ibérique. Celle-ci, coincée entre la plaque africaine et la plaque européenne, va entrer en collision avec elles, formant la cordillère Bétique au sud et les Pyrénées au nord. Au niveau de la zone du Pedraforca, les roches sédimentaires sont alors progressivement comprimées, puis remontées en altitude entre −53 et −33 Ma durant l'Éocène.